# Ejército Libertador Cubano
L'Ejército Libertador Cubano (littéralement « armée libératrice cubaine »), couramment appelée Ejército Mambí, désigne les insurgés cubains durant les guerres d'indépendance cubaine face à la puissance espagnole. Ses combattants étaient appelés les mambises.
Son nom reprend celui de l'armée de Simón Bolívar qui libéra du joug colonial espagnol une partie de l'Amérique du Sud.